# ماهواره دیدبان و شهاب‌سنگ‌یاب
ماهواره دیدبان و شهاب‌سنگ یاب (نیوس‌سات) (به انگلیسی: Near Earth Object Surveillance Satellite) یا به صورت مختصر (به انگلیسی: NEOSSat) یک ماهواره بسیار کوچک کانادائی است که مانند ماهواره/تلسکوپ فضائی موست از تلسکوپ مکسوتوف و دیافراگم F /5.88 استفاده می‌کند. آژانس فضایی کانادا و تحقیقات دفاع و توسعه کانادا هر دو در پرداخت هزینه‌های نگهداری این ماهواره با هم همکاری دارند.
اندازهُ این ماهواره/تلسکوپ به بزرگی یک ساک دستی است و در ارتفاعی نزدیک به ۸۰۰ کیلومتر٬٫ همیشه در آسمان به‌دنبال خرده‌سیارک‌ها و شهاب‌سنگ‌هایی است که می‌توانند در نزدیکی‌های مدار کره زمین پیدا شوند. یافتن، بررسی و پیگیری این جرم‌های آسمانی با تلسکوپ‌های زمینی بسیار دشوارتر و پر هزینه‌تر خواهد بود. ابتدا قرار بود که این ماهواره در سال ۲۰۰۷ برای پرتاب آماده شود، ولی تا بیست وپنجم فوریهُ ۲۰۱۳ این کار انجام نشد.
با بهره‌گیری از جایگاه و دیده‌گاه برتری که این ماهواره در مقایسه با رصدخانه‌های زمینی در فضا دارد، روز و شب برایش یکی است و محدودیتی برای کار ۲۴ ساعته در همه روزهای سال ندارد.
این ماهواره همه روزه صدها تصویری را که تولید کرده به مرکز تحقیقات NEOSSat در دانشگاه کلگری می‌فرستد و از این راه کانادا مدعی‌ست که سهم خود را در تلاش جهانی برای فراهم آوردن و نگارش مجموعه کامل تری از فهرست جرم‌های آسمانی نزدیک به زمین می‌پردازد.

## هدف‌ها
انگیزهٔ بنیادی، ساختن و بکارگیری یک ماهوارهٔ چند کارآمد (چند منظوره) بوده که مانند یک اتوبوس بتواند سرنشینان خود را برای برنامه‌های گوناگون سواری دهد و از این راه هزینه‌های سنگین پژوهش‌های آسمانی کاهش یابد.
- دیدبانی فضای نزدیک به زمین:[۵] یکی از پروژه‌های دانشگاه کالگاری است که توان این ماهواره را برای ردیابی و بررسی شهاب‌سنگ‌های درونی مدار زمین به دور خورشید بکار گرفته‌است. دیدن و ردیابی این شهاب‌سنگ‌ها از روی زمین کار دشواری است زیرا که آن‌ها در سوی روز زمین جا دارند و بودن خورشید نور بسیار کم رنگ آن‌ها را یکسره از میان می‌برد. تلسکوپ‌ها در فضا این دشواری را ندارند.
- دیدبانی مدارهای بالاتر زمین: سازمان تحقیقات دفاع و توسعهٔ کانادا با استفاده از این ماهواره، به گونه آزمایشی فعالیت‌های ردیابی و ردگیری ماهواره‌ها را در مدارهای بالاتر زمین دیده‌بانی و ارتفاع ۱۵٬۰۰۰ تا ۴۰٬۰۰۰ کیلومتری را بررسی می‌کند.[۶]

## پی‌گیری شهاب‌سنگ‌ها و دیگر اجرام نزدیک به زمین
تلسکوپ این ماهواره دیدبان برای ردیابی و بررسی شهاب‌سنگ‌های درونی مدار زمین در نظر گرفته شده‌است. تلسکوپ ۱۰ سانتی‌متری این ماهوارهٔ کوچک توانایی محدودی در این بخش از پروژه برای دیدبانی هدف‌های دورتر به وجود آورده‌است. شهاب‌سنگ شناخته‌شدهٔ ۲۰۱۲ دی‌ای۱۴ که ۴۰ متر پهنای آن است با توجه به‌دوری و اندازهُ آن، برای نیوس‌سات قابل پیگیری نیست.

## پی‌گیری زباله‌های فضایی و ماهواره‌ها
دیدبانی بر مدار گردش ماهواره‌ها و بررسی و پیگیری جابجایی‌های زباله‌های فضایی نزدیک به‌این مدارها بخش دیگری از کارهای روزانهٔ این ماهواره در فضاست.